# 마충 (촉한)

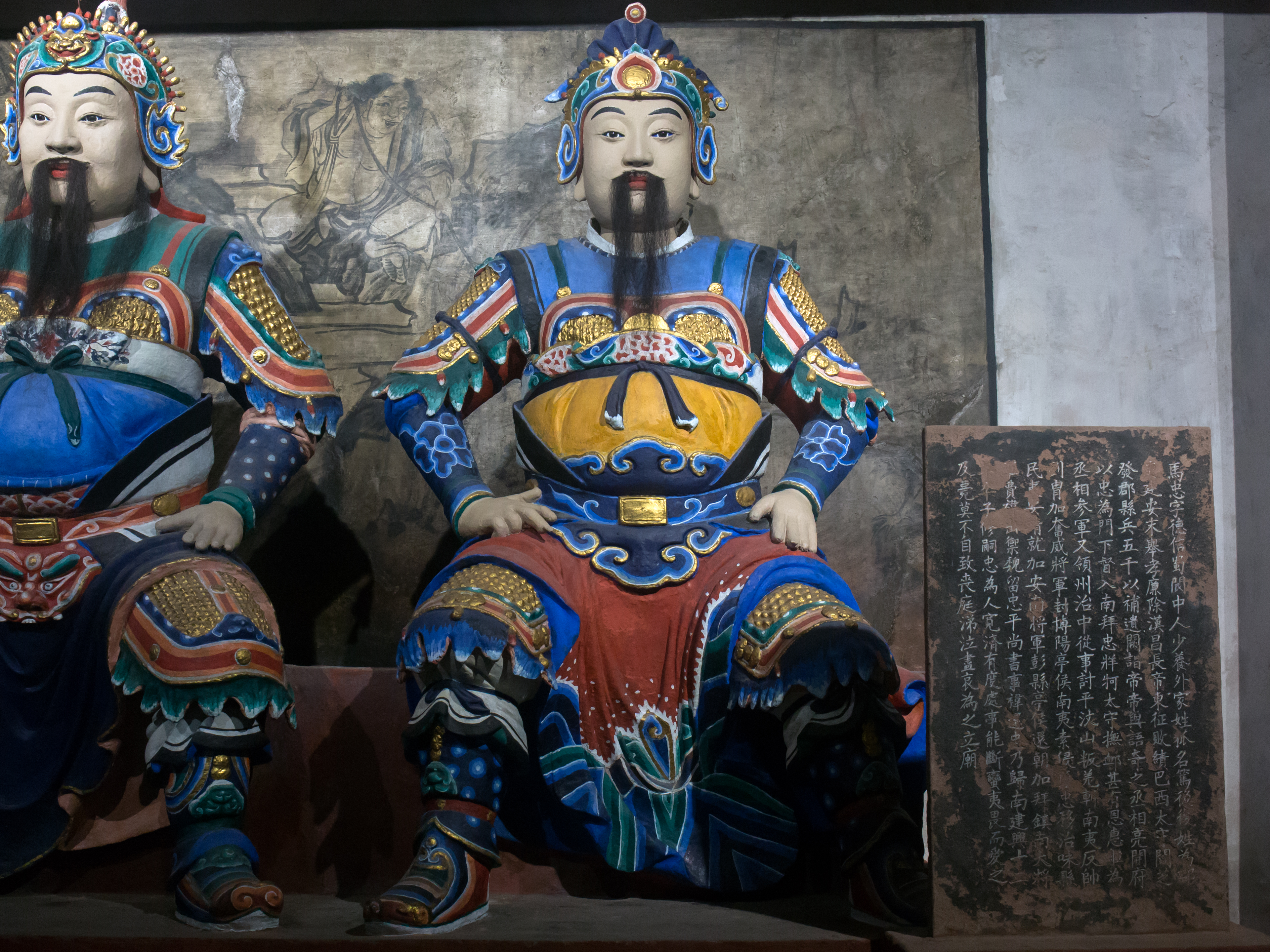

마충(馬忠, ? ~ 255년)은 중국 삼국 시대 촉나라의 무장으로, 자는 덕신(德信)이며 파서군(巴西郡) 낭중현(閬中縣) 사람이다.

## 생애
어려서 외가에서 양육되어 호독(狐篤)이라는 이름을 사용하였으며, 후에 마충으로 고쳤다. 마충은 군의 관리가 되었고, 건안(建安) 말년(220년 즈음)에 효렴(孝廉)으로 천거되었으며, 한창현(漢昌縣)의 장(長)으로 승진했다. 유비(劉備)가 동오 정벌에 나섰다가 이릉 대전(夷陵之戰) 참패하자, 파서태수(巴西太守) 염지(閻芝)는 마충에게 병사 5천여명을 징발하여 군사가 없는 곳을 보충시켰으며 마충을 파견하여 영안으로 가도록 했다. 선주(先主)는 벌써 영안으로 돌아와 있었고, 마충을 만나 함께 대화를 나누고는 상서령 유파에게 말했다. "비록 황권을 잃었지만, 새로이 호독을 얻었소. 이것으로 세상에 현인이 부족하지 않음을 알 수 있소"
건흥(建興) 1년(223년), 제갈량(諸葛亮)이 승상(丞相)에 오르자, 마충은 문하독(門下督)이 되었다. 건흥 3년(225년), 제갈량이 남쪽의 반란을 평정하기 위해 출진하였고, 마충을 장가태수(牂柯太守)로 임명하여 장가군(牂柯郡)을 토벌하게 했다. 마충은 군승(郡丞) 주포(朱褒)를 죽이고 반란을 평정한 뒤, 은혜와 신의를 보여 여러 비한족들을 복종케 했다. 건흥 8년(230년), 승상참군(丞相參軍)에 임명되었으며, 장사(長史) 장완(蔣琬)의 휘하에서 유부(留府)에 소속되었고, 치중종사(治中從事)를 겸했다. 건흥 9년(231년), 제갈량이 기산(祁山)에 이르자, 마충을 중군(中軍)으로 삼아 군사(軍事)에 종사하게 했다. 기산에서 돌아온 이후에는 장억(張嶷)과 함께 문산군(汶山郡)에서 반기를 들은 강족(羌族)을 평정하였다.
같은 해에 장익(張翼)이 내강도독(庲降都督)에 임명되었으나, 법률을 엄격하게 집행하여 습속이 다른 민족의 환심을 사지 못했고, 결국 건흥 11년(231년) 이민족의 수령 유주(劉冑)가 반란을 일으켰다. 이에 조정에서는 마충을 장익의 후임으로 삼았으며, 마충은 유주를 베어 감군(監軍) · 분위장군(奮威將軍)이 되었고, 박양정후(博陽定侯)에 봉해졌다. 건녕군(建寧郡)에서 태수를 살해하거나 오나라로 압송하는 일이 발생하자, 내강도독은 항상 안전한 현(縣)에 상주하였다. 하지만 마충이 부임한 이후로는 오지의 현으로 이전하였고, 장억과 함께 월수군(越嶲郡)을 회복하였다. 그 공으로 안남장군(安南將軍)을 수여받았으며, 팽향정후(彭郷定侯)에 봉해졌다.
연희(延熙) 5년(242년), 중앙으로 들어가 한중(漢中)에 주둔하고 있던 대사마(大司馬) 장완에게 칙서를 전하였으며, 진남대장군(鎭南大將軍)이 되었다. 연희 7년(244년), 위나라가 침공해오자, 촉나라의 대장군(大將軍) 비의(費禕)가 군을 이끌고 출정하였다. 마충은 성도(成都)에 머무르며 평상서사(平尙書事)로 임명되었고, 비의가 성도로 돌아오자 다시 남방으로 옮겼다. 연희 18년(255년), 세상을 떠났다.

## 《삼국지연의》 속 마충
남정 당시 활약하였으며, 장억(張嶷)과 함께 맹획(孟獲)의 아내 축융부인에게 사로잡혔다. 하지만 다음날 조운(趙雲)과 위연(魏延)이 축융부인을 생포하였고, 마충은 장억과 함께 축융부인과 교환되어 돌아오게 되었다. 또한 북벌 당시에는 제갈량(諸葛亮)의 명령으로 위나라의 장합(張郃)을 활로 쏘아 죽였다.
| 전임 장익 | 촉한의 내강도독 233년 ~ 233년 |  |

## 같이 보기
- 삼국지 인물 목록